# Beania admiranda
Beania admiranda är en mossdjursart som beskrevs av Alpheus Spring Packard 1863. Beania admiranda ingår i släktet Beania och familjen Beaniidae. Inga underarter finns listade i Catalogue of Life.